# Tupaia javanica
Tupaia javanica é uma espécie de mamífero arborícola da família Tupaiidae. Endêmica da Indonésia, onde pode ser encontrada em Bali, Java, Nias e oeste de Samatra.